# چوپان دروغگو (فیلم ۲۰۰۵)
چوپان دروغگو (انگلیسی: Cry Wolf) فیلمی آمریکایی در سبک ترسناک و اسلشر به کارگردانی جف وادلو است که در سال ۲۰۰۵ منتشر شد. بازیگرانی مانند جولیان موریس، جان بون جووی، لیندی بوت، جرد پادالکی و گری کول در این فیلم ایفای نقش می‌کنند.

## بازیگران
- جولیان موریس در نقش اوون متیوز
- جان بون جووی در نقش ریچ واکر
- لیندی بوت در نقش داجر آلن
- جرد پادالکی در نقش تام جوردن
- ساندار مک‌کوی در نقش مرسدس
- گری کول در نقش آقای متیوز
- انا دیویر اسمیت در نقش مدیر تینسلی
- کریستی وو در نقش رجینا
- پل جیمز در نقش لویس
- ایتن کوهن در نقش گراهام
- جسی جانزن در نقش رندال